# Consonne orale
Une consonne orale est une consonne dont la cavité de résonance est la bouche, c'est-à-dire que le flux d'air s'écoule uniquement par la bouche. Elle s'oppose aux consonnes nasales.